# Bulgarian International (бадмінтон)
Bulgarian International — щорічний міжнародний бадмінтонний турнір, який проходить у Болгарії з 1985 року. Змагання не відбувалися з 1996 по 1998 роки і у 2000 році.
Входить до складу European Badminton Circuit.

## Переможці
| Рік       | Чоловічий одиночний | Жіночий одиночний   | Чоловічий парний                             | Жіночий парний                      | Змішаний парний                        |
| --------- | ------------------- | ------------------- | -------------------------------------------- | ----------------------------------- | -------------------------------------- |
| 1985      | Гейнц Фішер         | Моніка Кассенс      | Гейнц Фішер Єліазко Валков                   | Моніка Кассенс Керстін Бон          | Томас Мундт Моніка Кассенс             |
| 1986      | Гейнц Фішер         | Гелле Андерсен      | Томас Лунд Макс Гандруп                      | Сюзанне Педерсен Таня Берг          | Томас Мундт Моніка Кассенс             |
| 1987      | Яцек Ханкевич       | Моніка Кассенс      | Петер Бух Єнсен Карстен Вольфганг            | Моніка Кассенс Ангела Міхаловські   | Кай Абрагам Петра Міхаловські          |
| 1988      | Дзин Фен            | Лін Янфен           | Лін Джіан Фу Кіан                            | Лін Янфен Жан Ванлін                | Лі Джіан Гао Мейфен                    |
| 1989      | Ліан Джіофан        | Лін Янфен           | Лю Лідзі Zheng Shouta                        | Lin Yanfen Zhang Wanling            | Chi Bing Lin Yanfen                    |
| 1990      | Андрій Антропов     | Ірина Сєрова        | Андрій Антропов Микола Зуєв                  | Діана Колева Геллене Кіркегард      | Микола Зуєв Ірина Сєрова               |
| 1991      | Роберт Лільєквіст   | Ірина Сєрова        | Маркус Кек Міхаель Гельбер                   | Андреа Фіндгаммер Анне-Катрін Зайд  | Маркус Кек Анне-Катрін Зайд            |
| 1992      | Анатолій Скрипко    | Вікторія Христова   | Светослав Стоянов Міхаїл Попов               | Нелі Недялкова Р. Ассенова          | Светослав Стоянов Раїна Цветкова       |
| 1993      | Ганнес Фукс         | Ірина Сєрова        | Михайло Коршук Віталій Шмаков                | Герасимович Влада Чернявська        | Віталій Шмаков Влада Чернявська        |
| 1994      | Ганнес Фукс         | Катажина Красовська | Роберт Матеусяк Дам'ян Плавецький            | Олена Ноздрань Вікторія Євтушенко   | Владислав Дружченко Вікторія Євтушенко |
| 1995      | Андерс Нільсен      | Олена Ноздрань      | Томас Ріді Кевін Ген                         | Діана Колева Нелі Недялкова         | Владислав Дружченко Вікторія Євтушенко |
| 1996 1998 | Не проводився       | Не проводився       | Не проводився                                | Не проводився                       | Не проводився                          |
| 1999      | Каспер Едум         | Олена Ноздрань      | Йоахім Теше Крістіан Мор                     | Діана Колева Нелі Недялкова         | Валерій Стрельцов Наталія Головкіна    |
| 2000      | Не проводився       | Не проводився       | Не проводився                                | Не проводився                       | Не проводився                          |
| 2001      | Річард Воен         | Петя Неделчева      | Пітер Джеффрі Ієн Паленторп                  | Ліза Паркер Сьюзенн Райяппан        | Роберт Блер Наталі Мант                |
| 2002      | Станіслав Пучов     | Олена Сухарьова     | Станіслав Пучов Микола Зуєв                  | Наталія Городнічева Марина Якушева  | Микола Зуєв Марина Якушева             |
| 2003      | Сьодзі Сато         | Петя Неделчева      | Томас Рек'яер Єнсен Томмі Серенсен           | Петя Неделчева Нелі Ботева          | Дмитро Мизніков Наталія Головкіна      |
| 2004      | Натан Райс          | Елізабет Кенн       | Ruben Khosadalina Gordown Sindoro Aji Basuki | Ранга Інгольфсдоттір Сра Йонсдоттір | Стів Фостер Дженні Воллворк            |
| 2005      | Нельсен Фішер       | Петя Неделчева      | Міхаїл Попов Светослав Стоянов               | Петя Неделчева Діана Дімова         | Владімір Методієв Петя Неделчева       |
| 2006      | Сергій Івлєв        | Лінда Зечірі        | Расмус Мангор Андерсен Петер Бур Стеффенсен  | Петя Неделчева Діана Дімова         | Тім Деттманн Аннекатрін Ліллі          |
| 2007      | Ян Фреліх           | Петя Неделчева      | Роберт Матеусяк Міхал Логош                  | Ніна Віслова Валерія Сорокіна       | Олександр Ніколаєнко Ніна Віслова      |
| 2008      | Юїті Ікеда          | Петя Неделчева      | Віталій Дуркін Олександр Ніколаєнко          | Ніна Віслова Валерія Сорокіна       | Олександр Ніколаєнко Ніна Віслова      |
| 2009      | Руне Ульсінг        | Петя Неделчева      | Каспар Фауст Хенріксен Андерся Крістіансен   | Петя Неделчева Анастасія Русських   | Роберт Матеусяк Надія Костючик         |